# بارخلین
بارخلین (به لهستانی:  Barchlin) یک روستا در لهستان است که در گمینا پژمنت واقع شده‌است.
 بارخلین  ۴۱۳ نفر جمعیت دارد.